# Agua con sal
Agua con sal es una película española y puertorriqueña de 2005, dirigida por Pedro Pérez Rosado y protagonizada por Joan Crosas, Leire Berrocal, Bebe Pérez, Yoima Valdés, Juan Carlos Morales, Ofelia Medina y Candela Fernández. Fue presentada en la sección de nuevos directores en el Festival Internacional de Cine de San Sebastián.

## Sinopsis
Olga recibe una beca para irse a estudiar a España y abandona su Cuba natal con la esperanza de una vida mejor. Con el paso del tiempo, se convierte en una inmigrante ilegal que tiene que buscarse la vida entre las miserias de las grandes urbes. En otro lado se encuentra Mari Jo, una joven valenciana de la Ribera Alta que pertenece a una familia ahogada por los problemas. Mari Jo y Olga se conocen cuando entran a trabajar de forma ilegal en una fábrica de muebles, en la que cobran dos euros por hora. Son dos supervivientes que luchan por encontrar su sitio en un país desarrollado, lleno de oportunidades a las que sólo acceden unos pocos. 

## Reparto
- Yoima Valdés, como Olga.
- Leyre Berrocal, como Mari Jo.
- Juan Carlos Morales, como Johnny.
- Candela Fernández, como Lucía.
- Bebe Pérez, como drogadicto.
- Ofelia Medina, como Olvido.
- Joan Crosas, como cocinero.
- Elia Enid Cadilla, como enfermera.
- Lola Moltó, como dueña.
- Empar Ferrer, como vecina.
- Albert Forner, como gitano.
- Diego Braguinsky, como cliente.